# Agglomeration
Agglomeration kallas det när likartade eller relaterade ekonomiska verksamheter förläggs i mer eller mindre omedelbar geografisk närhet till varandra.
Ett typiskt exempel på en agglomeration är en företagspark, där företag ofta delar på resurser och lokaler. Sveriges största företagspark heter IDEON science park och ligger utanför Lund.